# Рубан Юрій Дмитрович
Рубан Юрій Дмитрович (нар.28 червня 1932 — пом.30 квітня 2015) — професор, доктор сільськогосподарських наук, Заслужений працівних освіти України, дійсний член Нью-Йоркської академії наук, завідувач кафедри технології тваринництва імені академіка М. Д. Потьомкіна Харківської державної зооветеринарної академії.

## Біографія
Юрій Дмитрович народився 28 червня 1932 року в м. Балаклея Харківської області.
Протягом 1939-1947 років навчався у Володарській школі Артемівського району Донецької області, під час евакуації (1941-1943 років) навчався в селищі Токсумак Осокарівського району Карагандинської області Казахської РСР.
Протягом 1947-1950 років навчався в середній школі міста Артемівська.
Протягом 1950-1955 років був студентом Харківського зооветеринарного інституту.
Протягом 1955-1958 років працював головним зоотехніком радгоспів Майшагола Вільнюського району Литовської РСР та «Червоний степ» Сахновщицького району Харківської області.
Протягом 1958-1961 років був аспірантом кафедри крупного тваринництва Харківського зооветеринарного інституту.
У 1961 році Юрій Дмитрович захистив дисертацію на тему «Соотносительное развитие органов и тканей у крупного рогатого скота различных конституционных типов и различного направления продуктивности»; присуджено науковий ступінь кандидата сільськогосподарських наук.
Протягом 1961-1965 років працював асистентом кафедри крупного тваринництва Харківського зооветеринарного інституту.
У 1965 році було присвоєно вчене звання доцента по кафедрі спеціальної зоотехнії Харківського зооветеринарного інституту.
Протягом 1971-1982 років працював проректором з наукової роботи.
Протягом 1973-2015 років працював завідувачем кафедри крупного тваринництва (2003 році реорганізована у кафедру технології тваринництва ім. академіка М. Д. Потьомкіна).
У 1973 році захистив дисертацію на тему «Методы изучения эволюции и оценки типов в племенном скотоводстве».
Протягом 1973-1991 років працював за сумісництвом науковим керівником лабораторії з племінної справи.
У 1974 році було присуджено науковий ступінь доктора сільськогосподарських наук.
У 1975 році було присвоєно вчене звання професора по кафедрі спеціальної зоотехнії.
У 1989 році диплом учасника конкурсу з розробки дослідницьких проектів з проблем освіти організованого дослідницьким центром Держосвіти СРСР з проблем управління якістю підготовки фахівців.
У 1992 році делегат І-го з'їзду педагогічних працівників України.
Протягом 1993-1999 роки був деканом зооінженерного факультету Харківського зооветеринарного інституту.
У 1995 році був обраний дійсним членом Нью-Йоркської академії наук.
У 1999 році отримав сертифікати про розміщення біографії в 16-му виданні «Хто є хто в світі», 5-му виданні «Хто є хто в науці та техніці» за досягнення у сфері діяльності (Американський Біографічний інститут, США); у 2-му виданні довідника «Видатні люди ХХ століття» за значний вклад в науці (Кембрідж, Англія).
У 2001 році Юрію Дмитровичу присвоєно звання Почесного професора Харківської державної зооветеринарної академії.
У 2005 році рішенням Вченої ради Харківської державної зооветеринарної академії визнаний Кращим викладачем року.
У 2006 році за вагомий вклад у розвиток зооветеринарної науки та за педагогічну діяльність призначена пенсія «За особливі заслуги перед Україною».
У 2010 році почесний професор Донського державного аграрного університету (Росія); дійсний член у галузі тваринництва і педагогіки Американського біографічного інституту; диплом за 1 місце у конкурсі на кращу випускову кафедру вищих навчальних закладів Мінагрополітики України напряму 6.090102 «Технологія виробництва і переробки продукції тваринництва».
30 квітня 2015 року пішов на заслужений відпочинок.

## Відзнаки та нагороди
- медаль «За доблестный труд» (1970);
- медаль «Ветеран праці» (1989);
- Почесна грамота Президіума Верховної ради УРСР за вклад в підготовку високваліфікованих спеціалістів для народного господарства, впровадження досліджень в сільськогосподарське виробництво (1989);
- відзнака «За відмінні успіхи в роботі в області вищої освіти СРСР» (1991);
- Почесна грамота Міністерства освіти України за роботу з обдарованою студентською молоддю, за вклад в підготовку та проведення Всеукраїнських студентських олімпіад (1999);
- Диплом І обласного конкурсу «Вища школа Харківщини - кращі імена» (1999);
- Диплом ІІІ обласного конкурсу «Вища школа Харківщини - краші імена» в номінації «Науковець» (2001);
- орден «За заслуги» ІІІ ступеня (2001);
- медаль пошани за видатні досягнення в галузі тваринницької науки (2001);
- Знак «Відмінник освіти і науки» ІІ ступеня (2002);
- Диплом VII обласного конкурсу «Вища школа Харківщини - кращі імена» в номінації «Науковець» (2005);
- звання «Почесний громадянин Дергачівського району Харківської області» (2006);
- «Заслужений працівник освіти України» (2006);
- Золота медаль для України Американського біографічного інституту (2010);
- Трудова відзнака «Знак пошани» (2010).